# Les Horizons divergents
Ne doit pas être confondu avec Les Horizons perdus.
Les Horizons divergents est le cinquième volume de la série spéciale de La Grande Anthologie de la science-fiction, paru en 1999.
L'ouvrage, consacré (comme les autres volumes de la série spéciale) aux auteurs francophones, notamment Québécois, réunit seize nouvelles publiées entre 1981 et 1996.
La préface est rédigée par Gérard Klein ; le choix des nouvelles a été opéré par Gérard Klein, Ellen Herzfeld et Dominique Martel ; l'ouvrage a été publié au « Le Livre de poche » no 7212 en 1999.

## Extrait de la préface
«  (…) Entre tous, le plus difficile de tous les arts que doivent maîtriser des anthologistes est le dernier, celui de l'ordre de présentation des nouvelles, dès qu'ils renoncent à la simple chronologie. Histoire de mettre le lecteur dans le bain, les cinq premières reflètent différentes facettes d'une science-fiction relativement classique ; les cinq suivantes seront dites sociétales car elles jettent une lumière crue, et parfois cruelle, sur la société du début du prochain millénaire ; les six dernières enfin sont poétique, insolite, finale, improbable, uchronique, terrible, et donc inclassables. Il nous reste à espérer que l’avenir sera de plus en plus ce qu'il est et que nous continuerons à vous aider à le découvrir. »
— Trois derniers paragraphes de la préface

## Liste et résumés des nouvelles

### L'Homme singulier
- Nouvelle de Jean-Jacques Nguyen[1].
- Situation dans le recueil : p. 15 à 42.
- Résumé :
- Liens externes :
  - Fiche sur iSFdb
  - « Fiche » sur le site NooSFere

### Stellarum nox
- Nouvelle de Georges Panchard[2].
- Situation dans le recueil : p. 43 à 75.
- Résumé :
- Liens externes :
  - Fiche sur iSFdb
  - « Fiche » sur le site NooSFere

### Mémoire vive, mémoire morte
- Nouvelle de Gérard Klein.
- Situation dans le recueil : p. 77 à 107.
- Résumé :
- Liens externes :
  - Fiche sur iSFdb
  - « Fiche » sur le site NooSFere

### Ad majorem Dei gloriam
- Nouvelle de Mario Tessier.
- Remarque : le titre Ad majorem Dei gloriam, locution latine qui est la devise des jésuites depuis cinq siècles, signifie « Pour la plus grande gloire de Dieu ».
- Publication : Yellow Submarine, numéro 120, 1996.
- Situation dans le recueil : p. 109 à 127.
- Résumé :
- Liens externes :
  - Fiche sur iSFdb
  - « Fiche » sur le site NooSFere

### L'Arc tendu du désir
- Nouvelle de Philippe Curval.
- Situation dans le recueil : p. 129 à 150.
- Résumé :
- Liens externes :
  - Fiche sur iSFdb
  - « Fiche » sur le site NooSFere

### Une torture à visage humain
- Nouvelle d'André Ruellan.
- Situation dans le recueil : p. 151 à 158.
- Résumé : Martin fait partie d'un groupe anarchiste qui a fait exploser l'Arc de triomphe de l'Étoile. Il est d'abord interrogé par les policiers, à qui il explique qu'« il ne sait rien », dans la mesure où chaque groupe anarchiste est indépendant des autres et que chaque membre ignore l'identité des autres membres de son groupe. Il ne peut donc rien déclarer. Le lendemain, il est emmené pour interrogatoire devant le juge d'instruction, qui l'interroge d'une manière très spéciale…

### Dire non
- Nouvelle de Jean-François Somain.
- Situation dans le recueil : p. 159 à 229.
- Résumé :
- Liens externes :
  - Fiche sur iSFdb
  - « Fiche » sur le site NooSFere

### Les Voix dans la machine
- Nouvelle de Jean Dion.
- Situation dans le recueil : p. 231 à 253.
- Résumé :
- Liens externes :
  - Fiche sur iSFdb
  - « Fiche » sur le site NooSFere

### Sous l'œil mort de la caméra
- Nouvelle de Jean-Claude Dunyach.
- Situation dans le recueil : p. 255 à 265.
- Remarque : nouvelle de tonalité « science-fiction new wave ».
- Résumé : Le narrateur entre dans une rue qui est en fait une sorte d'arène. Il y a de nombreuses caméras de télévision. Le narrateur doit créer une performance artistique « sous l'œil mort de la caméra ».
- Liens externes :
  - Fiche sur iSFdb
  - « Fiche » sur le site NooSFere

### Pénurie
- Nouvelle de Jean-Pierre Andrevon.
- Situation dans le recueil : p. 267 à 278.
- Remarque : nouvelle à tonalité humoristique.
- Résumé : Dans une civilisation dystopique dans un futur indéterminé, tout devient de plus en plus petit, rétréci, malingre, rabougri. Le narrateur raconte une journée banale de sa vie, où il compare « la vie d'avant », dans laquelle régnait l'abondance, et « la vie actuelle » où tout manque. Les gens sont ponctionnés de leurs objets, de leurs corps, de leur espace de vie, par diverses « banques » qui opèrent les prélèvements inattendus et destructeurs sur leurs vies.
- Citations :
  - Trois premières phrases : « Je m'étais couché à mi-nuit, dans un drôle d'état de demi-sommeil. Il me semblait avoir mal dormi, avec des fragments de rêves avortés. Une nuit bien courte de toute façon. ».
  - Vers le milieu de la nouvelle : « J'ai décidé de commencer par le cinéma, et je suis entré dans une salle proche du ministère, « Le Ruisselet » (autrefois « Le Rio Grande »), où l'on projetait un film dont la critique avait dit le plus grand bien : « Le Grand Silence blanc ». La salle était déserte et je m'y suis installé à mon aise, sur un des quatre fauteuils — je veux dire : sur une des quatre caisses qui en tenaient lieu. Et pendant deux heures, je me suis abîmé dans la contemplation de l’écran blanc, qui scintillait faiblement dans les rayons du projecteur à bougies. Un beau film, vraiment reposant, et propice à la méditation. ».
  - En fin de nouvelle : « J'ai mes vacances dans moins d'un mois. Avec nos économies nous pourrons peut-être partir une demi-journée. Si nous allions au parc naturel préservé ? Nous pourrions tremper nos mains dans l’eau pure de la fontaine, respirer l'odeur des fleurs de la serre, toucher l'écorce de l’arbre, écouter le chant enregistré des oiseaux et, peut-être, nous étendre cinq minutes sur le parterre d'herbe. Ne serait-ce pas merveilleux ? ».
- Liens externes : 
  - Fiche sur iSFdb
  - « Fiche » sur le site NooSFere

### …suspends ton vol
- Nouvelle d'Élisabeth Vonarburg (mai 1992).
- Situation dans le recueil : p. 279 à 296.
- Remarque : 
  - Nouvelle de tonalité « science-fiction new wave » ;
  - « Ô temps, suspends ton vol » : citation issue du poème Le Lac de Lamartine.
- Résumé : Dans un récit relativement décousu mais poétique, le narrateur évoque sa vie de Sphinx, artefact créé par un artiste, aujourd'hui décédé. Ses œuvres d'art étant vouées à la dégradation et à la destruction (la mort) à moyen terme, le narrateur évoque ses espoirs, ses rêves, ses doutes. Le narrateur tombe amoureux d'une autre œuvre d'art qui, comme lui, est vouée à une disparition prochaine.
- Liens externes :
  - Fiche sur iSFdb
  - « Fiche » sur le site NooSFere
- Article connexe : La Beauté (1957), sonnet de Charles Baudelaire évoquant une statue qui parle de son éternité.

### Chasseur et Proie
- Nouvelle d'Yves Meynard.
- Situation dans le recueil : p. 297 à 316.
- Résumé :
- Liens externes :
  - Fiche sur iSFdb
  - « Fiche » sur le site NooSFere

### Le Dernier Mot
- Nouvelle de Pascal Gonthier[3].
- Situation dans le recueil : p. 317 à 321.
- Remarque : cette nouvelle, qui ne relève pas du genre de la science-fiction, est la plus courte du recueil.
- Publication initiale : En d'autres temps, en d'autres lieux…, 1994.
- Résumé : Au cours d'une croisière l'emmenant en Nouvelle-Calédonie, le narrateur rencontre un homme qui lui demande de l'aider à se suicider en lui disant au creux de l'oreille, juste avant de mourir, « le Dernier Mot » qui résumerait sa vie et le définirait. La fin se termine sur une chute inattendue : une jeune femme se trompe de cabine et lance « Pourquoi… », prononçant ainsi le dernier mot entendu par l’homme au moment de sa mort.
- Liens externes :
  - Fiche sur iSFdb
  - « Fiche » sur le site NooSFere

### L'Escaladeur
- Nouvelle de Marcel Chikhanovitch, dit « Chica »[4],[5].
- Situation dans le recueil : p. 323 à 336.
- Résumé : 
  - Dans ce monde, gouverné par un roi-président débonnaire et où la vie est douce, des lianes immenses tombent depuis le ciel. Nul ne sait d'où elles proviennent et si cela résulte d'un caprice de la nature ou d'une volonté divine. Ces lianes sont très pratiques pour se déplacer, en sautant de liane en liane. Après des siècles d'affrontement entre deux religions, dont l'une déclarait que les lianes étaient les « cheveux de Grand Mère », et l'autre les « poils de barbe du Père Suprême », les passions se sont apaisées. Des escaladeurs ont entrepris de grimper aux lianes pour découvrir la vérité, mais aucun d'eux n'a grimpé plus de deux jours, ni monté plus haut que quelques centaines de mètres. Un jour, Bilnek, un jeune homme banal, annonce à ses concitoyens qu'il a décidé de relever le défi : il montera jusqu'au firmament et jusqu'à la naissance des lianes. Il pense que son escalade durera plusieurs semaines et il franchira plusieurs kilomètres de hauteur pour découvrir l'ultime vérité. Après une bonne préparation, il se met à grimper. Les heures, les jours, les semaines passent. Il a dépassé la couverture nuageuse et on ne le voit plus. On sait qu'il est vivant grâce aux boîtes de conserve vides qu'il lance lors de son escalade. Un jour, on reçoit un message : « Je suis arrivé tout en haut. Je redescends. Bilnek ».
  - Effectivement on le voit apparaître quelques jours après. Il révèle ce qu'il a découvert : la voûte céleste est constituée de terre, d'où pendent les lianes. Bilnek a creusé quelques centimètres de terre et se dit persuadé que la solution de la grande énigme se trouve à portée de main. Il annonce qu'il va repartir à l'aventure, avec en supplément pioche, marteau et burin pour creuser la terre de la voûte céleste. En présence du roi-président, il entame donc une seconde ascension. Il grimpe à nouveau, parvient à la voûte céleste, creuse, creuse, creuse, dépasse la couche de terre, sent qu’il y a du vide avec de l’air, et se retrouve en train de sortir du sol de l’endroit même d'où il avait entrepris l’escalade ! Derrière la voûte des cieux, il y a le sol ! Tout le monde est ébahi de le voir sortir du sol : vient-on de découvrir une nouvelle dimension ?
  - Les gens creusent, élargissent l'étroit orifice, en font un grand trou pour se rendre compte de la chose. Le roi-président, appelé, arrive et salue l'exploit de Bilnek. Par mégarde, le roi-président tombe dans le trou. Comment faire pour qu'il ne meure pas ? On élargit de nouveau le trou. Cinq heures après, le roi-président tombe depuis la voûte céleste, traverse le trou… et ainsi de suite. La vie continue sur cette planète étrange : toutes les cinq heures, le roi-président traverse le trou ; on en profite pour lui remettre de la nourriture, des boissons, des journaux, etc.
- Liens externes :
  - Fiche sur iSFdb
  - « Fiche » sur le site NooSFere

### Le Huitième Registre
- Nouvelle d'Alain Bergeron.
- Situation dans le recueil : p. 337 à 376.
- Distinctions :
  - La nouvelle a été proposée au prix Aurora 1994 de la « Meilleure nouvelle en français » ;
  - La nouvelle a été lauréate du prix Sidewise 1999 de la « Best Short Form Alternate History ».
- Remarque à tonalité uchronique.
- Résumé : 
  - La nouvelle présente une histoire du monde où le point de divergence se situe dans les années 630 : Mahomet n'a jamais créé la religion musulmane et s'est rallié à l’empire romain d'Orient. De ce fait, Constantinople n'a jamais été prise par les Turcs en 1453. Le monde est dominé par deux puissances : l'Empire romain d'Orient et l'Empire chinois.
  - Une grande conférence a lieu fin mars/début avril 1994 : un savant venu d'Inde, Ramindra Thagore, a créé une orgue spéciale qui, selon lui, indiquerait les cas de bifurcation de l'histoire. Le « Huitième Registre » est son apport essentiel à cette science nouvelle qu'on appelle « Historiosophie ». Un essai préliminaire est réalisé, où l'Indien montre des résultats spectaculaires. Néanmoins, la nuit suivante, le narrateur (André Antonikas) le découvre mort assassiné et son orgue détruite en petits morceaux.
  - Une enquête a lieu, au cours de laquelle André désigne Nicolas Radomir comme étant un suspect possible. L'enquête montre que Nicolas Radomir n'est nul autre que l'empereur Michel XXII Philophile lui-même, qui était allé rencontrer Ramindra Thagore et l’avait découvert mort. L'enquête montre que le coupable est l'higoumène Théobald Zacharion. La conférence tourne court et chacun retourne chez soi. On apprend que quelques mois après, un coup d'État a lieu : l'empereur Michel XXII Philophile est évincé et condamné à mort. Son successeur renonce à coloniser la Lune, laissant le champ libre aux Chinois. Quant au narrateur André Antonikas, il a découvert les plans secrets du savant indien et a reconstruit une Orgue. Il a découvert le point de divergence au VIIe siècle et découvert l'histoire alternative qui en résulte.
- Publications :
  - Revue Solaris n°107, 1993 ;
  - Escales sur Solaris, éd. Vents d'Ouest, 1995 ;
  - Corps-machines et rêves d'ange, éd. Vents d'Ouest, 1997 ;
  - Les Horizons divergents, éd. Le Livre de Poche n°7212, 1999 ;
  - Tesseracts Q, éd. Tesseract Books, 1996, sous le titre The Eighth Registe ;
  - Northern Suns éd. Tor Books, 1999.
- Liens externes :
  - Fiche sur iSFdb
  - « Fiche » sur le site NooSFere

### Dans l'abîme
- Nouvelle de Serge Lehman.
- Situation dans le recueil : p. 377 à 404.
- Résumé : 
  - Au XXXe siècle, le colonel Fredrick Tsara a reçu l'ordre de sa hiérarchie, et spécialement du président-dictateur Conrath, de découvrir pourquoi et comment Georges Epstein a pu échapper à la mort lorsque les commandos de la mort dirigés par Hiago l'ont fait prisonnier. Hiago s'est trouvé en face du prisonnier et a été dans l’impossibilité de le tuer.
  - Tsara doit éclaircir ce mystère. Ses recherches aboutiront à un lien direct et inouï entre les massacres commis au XXXe siècle et ceux commis par les Nazis au XXe siècle. Tsara découvrira la vérité lorsqu'il tuera Epstein, et deviendra comme lui un descendant de Salomon Steinitz.
- Liens externes :
  - Fiche sur iSFdb
  - « Fiche » sur le site NooSFere

## Autres chapitres du recueil
- Dictionnaire des auteurs + biographies : pages 405 à 418.
- Index des nouvelles parues dans La Grande Anthologie de la science-fiction : pages 419 à 435.
- Table des matières : pages 437 à 439.
- Les romans de science-fiction dans Le Livre de poche : pages 441 à 443.